# (34011) Divyakranthi
2000 OK14 (asteroide 34011) é um asteroide da cintura principal. Possui uma excentricidade de 0.17321490 e uma inclinação de 1.70858º.
Este asteroide foi descoberto no dia 23 de julho de 2000 por LINEAR em Socorro.